# Aldrovandia rostrata
Aldrovandia rostrata är en fiskart som först beskrevs av Günther, 1878.  Aldrovandia rostrata ingår i släktet Aldrovandia och familjen Halosauridae. Inga underarter finns listade i Catalogue of Life.

## Bildgalleri

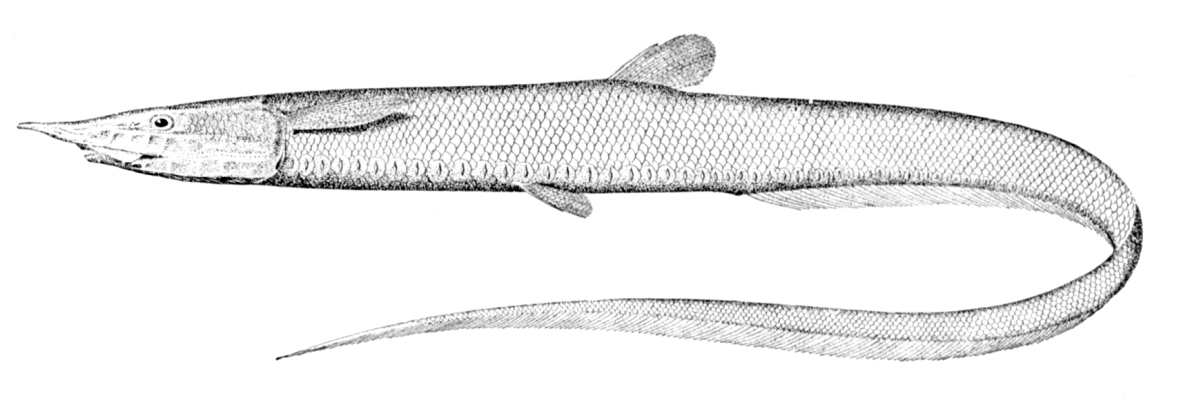
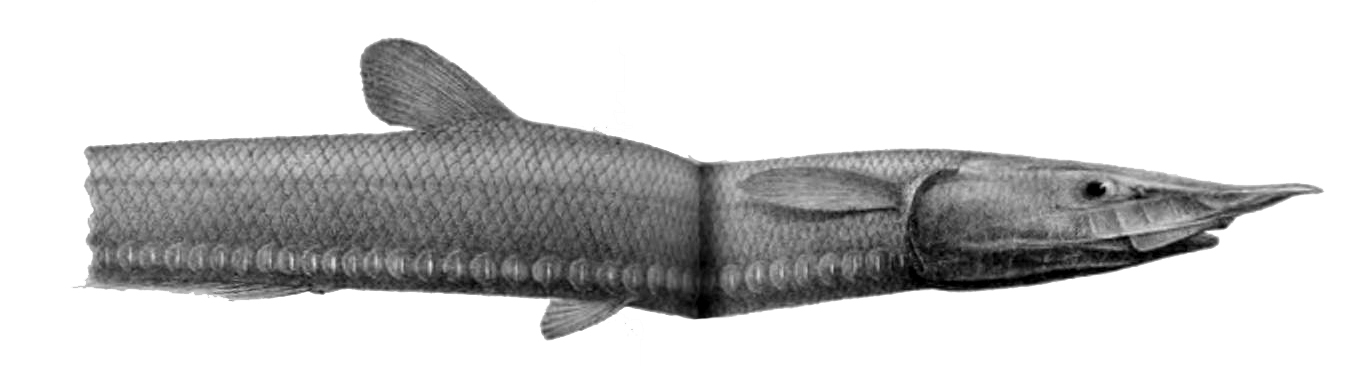